# Grand Prix automobile d'Allemagne 1934
Le Grand Prix automobile d'Allemagne 1934 est un Grand Prix qui s'est tenu sur le Nürburgring le 15 juillet 1934.

## Grille de départ
| 1re ligne | Pos. 3                   |                      | Pos. 2              |                   | Pos. 1               |
| --------- | ------------------------ | -------------------- | ------------------- | ----------------- | -------------------- |
|           | Balestrero Alfa Romeo    |                      | Hamilton Maserati   |                   | Minozzi Alfa Romeo   |
| 2e ligne  |                          | Pos. 5               |                     | Pos. 4            |                      |
|           |                          | Chiron Alfa Romeo    |                     | Nuvolari Maserati |                      |
| 3e ligne  | Pos. 8                   |                      | Pos. 7              |                   | Pos. 6               |
|           | Caracciola Mercedes-Benz |                      | Zehender Maserati   |                   | Battilana Alfa Romeo |
| 4e ligne  |                          | Pos. 10              |                     | Pos. 9            |                      |
|           |                          | Stuck Auto Union     |                     | Maag Alfa Romeo   |                      |
| 5e ligne  | Pos. 13                  |                      | Pos. 12             |                   | Pos. 11              |
|           | Fagioli Mercedes-Benz    |                      | Hartmann Bugatti    |                   | Varzi Alfa Romeo     |
| 6e ligne  |                          | Pos. 15              |                     | Pos. 14           |                      |
|           |                          | Momberger Auto Union |                     | Moll Alfa Romeo   |                      |
| 7e ligne  | Pos. 18                  |                      | Pos. 17             |                   | Pos. 16              |
|           | Burggaller Auto Union    |                      | Ruesch Maserati     |                   | Soffietti Alfa Romeo |
| 8e ligne  |                          |                      | Pos. 19             |                   |                      |
|           |                          |                      | Geier Mercedes-Benz |                   |                      |

## Classement de la course
| Pos  | no | Pilote                  | Écurie                      | Châssis           | Tours | Temps/Abandon             | Grille |
| ---- | -- | ----------------------- | --------------------------- | ----------------- | ----- | ------------------------- | ------ |
| 1    | 1  | Hans Stuck              | Auto Union                  | Auto Union Type A | 25    | 4 h 38 min 19 s 2         | 10     |
| 2    | 9  | Luigi Fagioli           | Daimler-Benz AG             | Mercedes-Benz W25 | 25    | + 2 min 7 s 0             | 13     |
| 3    | 18 | Louis Chiron            | Scuderia Ferrari            | Alfa Romeo Tipo B | 25    | + 8 min 13 s 6            | 5      |
| 4    | 10 | Tazio Nuvolari          | Privé                       | Maserati 8CM      | 25    | + 16 min 51 s 0           | 12     |
| 5    | 8  | Hanns Geier             | Daimler-Benz AG             | Mercedes-Benz W25 | 25    | + 20 min 46 s 2           | 19     |
| Dsq. | 12 | Ulrich Maag             | Privé                       | Alfa Romeo Monza  | 25    | + 28 min 30 s 3           | 9      |
| 6 ?  | 20 | Goffredo Zehender       | Maserati                    | Maserati 8CM      | 25    | Boîte de vitesses ?       | 7      |
| 7 ?  | 11 | László Hartmann         | Bugatti                     | Bugatti T51       | 24 ?  |                           | 12     |
| Abd. | 2  | August Momberger        | Auto Union                  | Auto Union Type A | 20    | Mécanique                 | 15     |
| Abd. | 2  | Ernst Burggaller        | Auto Union                  | Auto Union Type A | 20    | Mécanique                 | 15     |
| Abd. | 14 | Hans Ruesch             | Privé                       | Maserati 8CM      | 19    | Pompe à essence           | 17     |
| Abd. | 15 | Luigi Soffietti         | Scuderia Siena              | Alfa Romeo Monza  | 14    | Essieu arrière            | 16     |
| Abd. | 6  | Rudolf Caracciola       | Daimler-Benz AG             | Mercedes-Benz W25 | 14    | Moteur                    | 8      |
| Abd. | 21 | Giovanni Minozzi        | Scuderia Siena              | Alfa Romeo Monza  | 10    | Moteur                    | 1      |
| Abd. | 19 | Guy Moll                | Scuderia Ferrari            | Alfa Romeo Tipo B | 6     | Boîte de vitesses         | 14     |
| Abd. | 3  | Ernst Burggaller        | Auto Union                  | Auto Union Type A | 4     | Boîte de vitesses         | 18     |
| Abd. | 16 | Renato Balestrero       | Gruppo Genovese San Giorgio | Alfa Romeo Monza  | 3     | Boîte de vitesses         | 3      |
| Abd. | 17 | Achille Varzi           | Scuderia Ferrari            | Alfa Romeo Tipo B | 1     | Boîte de vitesses         | 11     |
| Abd. | 4  | Hugh Hamilton           | Whitney Straight Ltd        | Maserati 8CM      | 0     | Piston                    | 2      |
| Abd. | 22 | Attilio Battilana       | Gruppo Genovese San Giorgio | Alfa Romeo Monza  |       |                           | 6      |
| Np.  | 3  | Paul Pietsch            | Auto Union                  | Auto Union Type A |       | Pilote de réserve         |        |
| Np.  | 5  | Paul Pietsch            | Privé                       | Alfa Romeo Monza  |       | Non partant               |        |
| Np.  | 3  | Wilhelm Sebastian       | Auto Union                  | Auto Union Type A |       | Pilote de réserve         |        |
| Np.  | 7  | Manfred von Brauchitsch | Daimler-Benz AG             | Mercedes-Benz W25 |       | Accident aux essais       |        |
| Np.  | 8  | Ernst Jakob Henne       | Daimler-Benz AG             | Mercedes-Benz W25 |       | Pilote de réserve, malade |        |

- Légende: Abd.=Abandon - Dsq.=Disqualifié - Np.=Non partant.

## Pole position & Record du tour
- Pole position : Giovanni Minozzi.
- Record du tour : Hans Stuck en 10 min 43 s 8.